# Leptepania sakaii
Leptepania sakaii är en skalbaggsart som beskrevs av Hayashi 1974. Leptepania sakaii ingår i släktet Leptepania och familjen långhorningar.
Artens utbredningsområde är:
- Filippinerna.
- Taiwan.

Inga underarter finns listade i Catalogue of Life.